# Rudgea grandifructa
Rudgea grandifructa är en måreväxtart som beskrevs av Charlotte M. Taylor och M.Monsalve. Rudgea grandifructa ingår i släktet Rudgea och familjen måreväxter. Inga underarter finns listade i Catalogue of Life.